# Gimle (nordisk mytologi)
 For alternative betydninger, se Gimle. (Se også artikler, som begynder med Gimle)
Gimle er i nordisk mytologi navnet på den hal, hvor de overlevende aser vil mødes efter Ragnarok
Gimle er ligeledes den smukkeste bygning i hele Asgård og den eneste, der stadig står efter Ragnarok efter at have overlevet ildjætternes konge Surts ild. Deraf kommer navnet Gimle, der er oldnordisk og betyder ildlæ.
I profetien om Ragnarok, fremsagt af vølven, står der, at "ved himlens rand står den prægtige hal Gimle stadig og stråler som solen".